# Красицы (Тверская область)
Красицы — железнодорожная станция в Селижаровском муниципальном округе Тверской области.

## География
Находится в западной части Тверской области на расстоянии приблизительно 18 км на восток по прямой от административного центра округа поселка Селижарово у железнодорожной линии Торжок-Соблаго.

## История
Станция была открыта в 1916 году. В 1939 году здесь было отмечено 17 дворов. До 2017 года входила в состав Березугского сельского поселения, с 2017 по 2020 год в составе Селижаровского сельского поселения Селижаровского района до их упразднения.

## Население
Численность населения: 10 человек (русские 90 %) 2002 году, 8 в 2010.